# تقليم العملة
 تقليم العملة  هي عملية سرقة تتم بتقليم أجزاء صغيرة من العملات المعدنية الثمينة، والتي يعاد صهرها بعد ذلك لصنع عملات معدنية جديدة، وهو ما يعني الحصول على عملات معدنية أخف وزنًا (وبالتالي أقل قيمة). كانت هذه العملية تتم حتى منتصف القرن العشرين، وغالبًا ما تكون في العملات المصنوعة من الفضة أو الذهب.
تعتبر عملية تقليم العملة من جرائم التزوير التي يعاقب عليها القانون، والتي قد تصل عقوبتها أحيانًا إلى الموت.

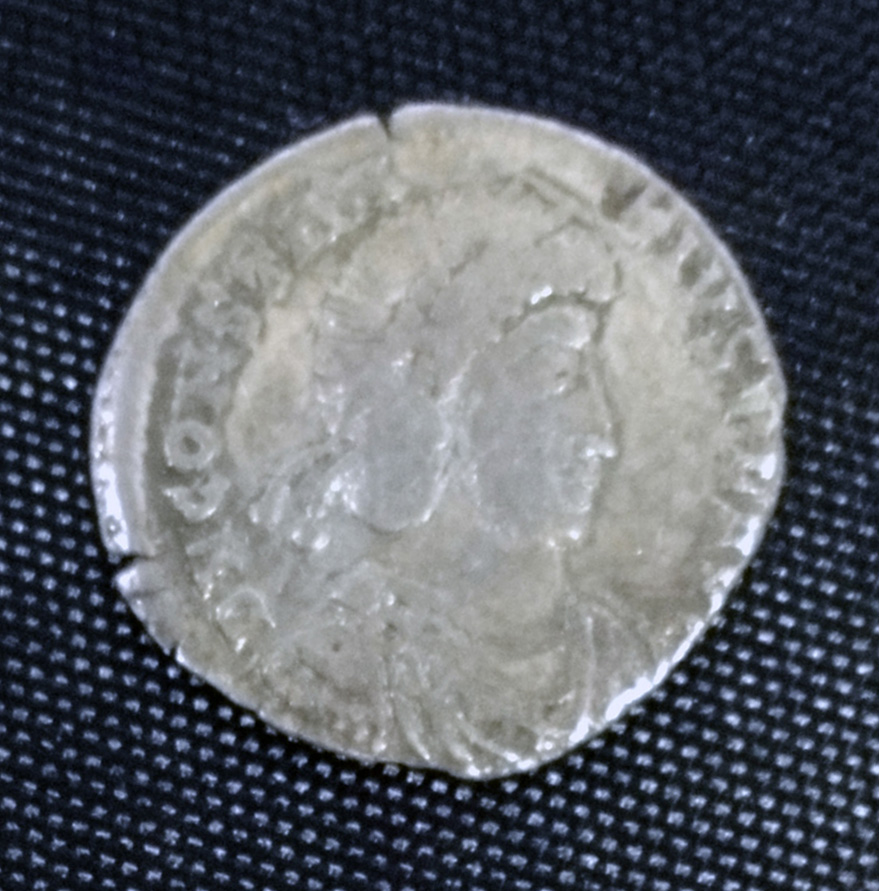
عملة غير مقلّمة
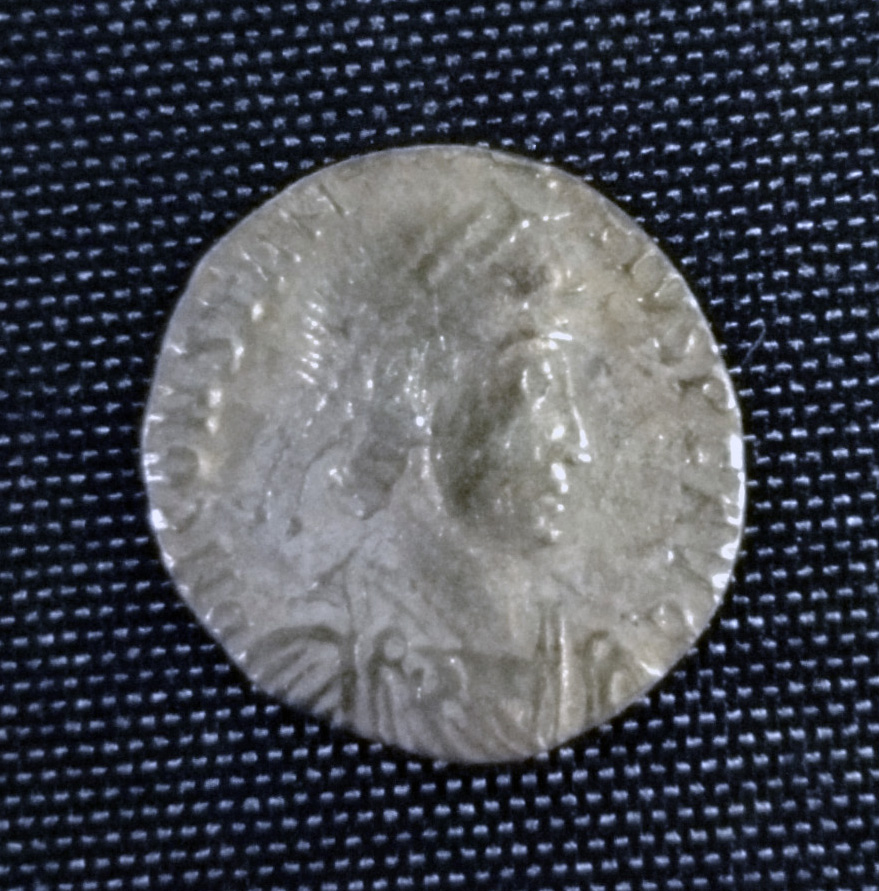
عملة مقلّمة جزئيًا
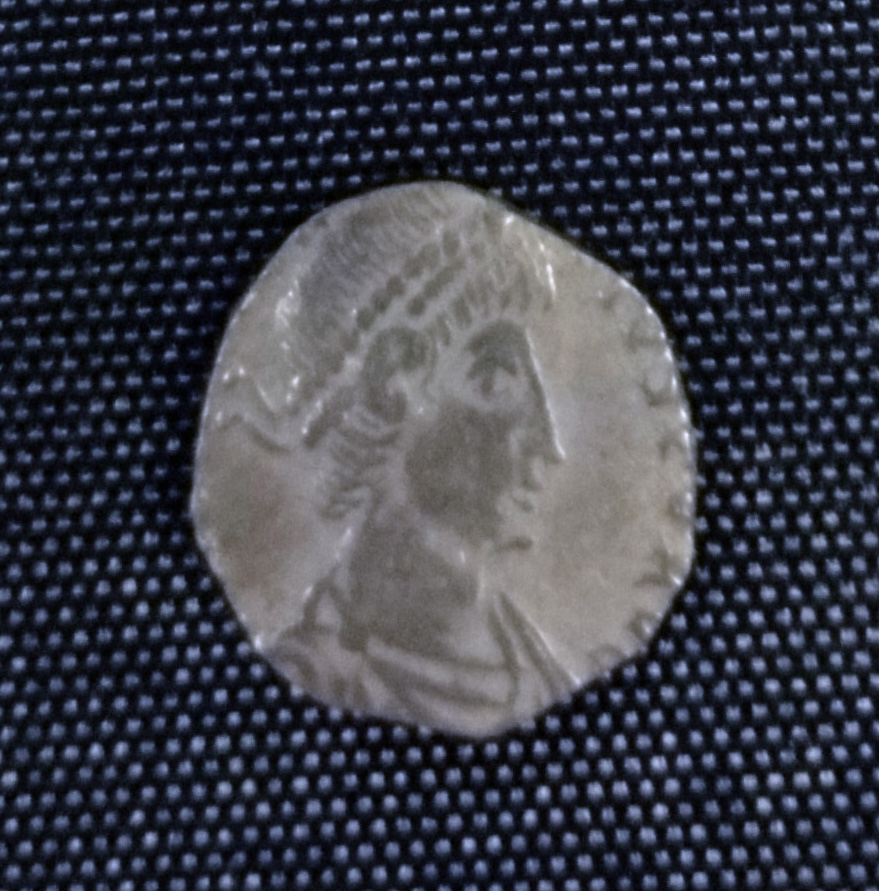
عملة مقلّمة